# Samuel D. Burchard
Samuel Dickinson Burchard (* 17. Juli 1836 in Leyden, Lewis County, New York; † 1. September 1901 in Greenwood, Texas) war ein US-amerikanischer Politiker. Zwischen 1875 und 1877 vertrat er den Bundesstaat Wisconsin im US-Repräsentantenhaus.

## Werdegang
Im Jahr 1845 zog Samuel Burchard mit seinem Vater nach Beaver Dam in Wisconsin. Er kehrte aber bald in den Staat New York zurück, wo er in Hamilton an der Madison University, der heutigen Colgate University, studierte. Nach seinem Studium arbeitete Burchard in Beaver Dam in der Wollverarbeitung. Während des Bürgerkrieges war er Soldat im Heer der Union. Dabei brachte er es bei Kriegsende bis zum Major.
Politisch war Burchard Mitglied der Demokratischen Partei. Zwischen 1872 und 1874 saß er im Senat von Wisconsin. Bei den Kongresswahlen des Jahres 1874 wurde er im fünften Wahlbezirk von Wisconsin in das US-Repräsentantenhaus in Washington, D.C. gewählt, wo er am 4. März 1875 die Nachfolge von Charles A. Eldredge antrat. Bis zum 3. März konnte er aber nur eine Legislaturperiode im Kongress absolvieren. Nach seinem Ausscheiden aus dem US-Repräsentantenhaus zog sich Burchard aus der Politik zurück. In den folgenden Jahren arbeitete er in der Landwirtschaft. Er starb am 1. September 1901 in Greenwood.